# Campeonato Sudamericano de Clubes de Voleibol Femenino 2019
El Campeonato Sudamericano de Clubes de Voleibol Femenino de 2019 fue la décima primera edición del torneo de voleibol femenino más importante a nivel de clubes en Sudamérica desde su reanudación. El torneo se disputó del 19 al el 23 de febrero de 2019 y tuvo como sede la ciudad de Belo Horizonte, en Brasil.

## Equipos participantes
Los campeones nacionales de Argentina, Bolivia y Brasil obtuvieron la clasificación al torneo.
| País      | Cupos | Equipos                                                                                    |
| --------- | ----- | ------------------------------------------------------------------------------------------ |
| Argentina | 2     | Boca Juniors - campeón argentino San Lorenzo - subcampeón argentino                        |
| Bolivia   | 1     | Club Olympic - campeón boliviano                                                           |
| Brasil    | 2     | Itambé/Minas - equipo organizador, campeón defensor Dentil/Praia Clube - campeón brasilero |

## Modo de disputa
El campeonato se juega en una sola fase. Los equipos se enfrentan en un sistema de todos contra todos.

## Resultados

### Fase única
Los horarios corresponden al huso horario de Brasil en verano, UTC–2.
| Pos. | Equipo             | Pts | PG | PP | SG | SP | PG  | PP  |
| ---- | ------------------ | --- | -- | -- | -- | -- | --- | --- |
| 1.°  | Itambé/Minas       | 12  | 4  | 0  | 12 | 0  | 301 | 188 |
| 2.°  | Dentil/Praia Clube | 9   | 3  | 1  | 9  | 3  | 286 | 187 |
| 3.°  | San Lorenzo        | 6   | 2  | 2  | 6  | 6  | 237 | 247 |
| 4.°  | Boca Juniors       | 3   | 1  | 3  | 3  | 9  | 215 | 271 |
| 5.°  | Club Olympic       | 0   | 0  | 4  | 0  | 12 | 154 | 300 |

| Fecha         | Hora  | Equipo 1           | Res.  | Equipo 2           | Set 1 | Set 2 | Set 3 | Set 4 | Set 5 | Total   | Reporte |
| ------------- | ----- | ------------------ | ----- | ------------------ | ----- | ----- | ----- | ----- | ----- | ------- | ------- |
| 19 de febrero | 18:00 | Dentil/Praia Clube | 3 – 0 | Boca Juniors       | 25-17 | 25-12 | 25-13 |       |       | 75 – 42 | Reporte |
| 19 de febrero | 20:00 | Itambé/Minas       | 3 – 0 | Club Olympic       | 25-11 | 25-13 | 25-12 |       |       | 75 – 36 | Reporte |
| 20 de febrero | 18:00 | San Lorenzo        | 3 – 0 | Club Olympic       | 25-11 | 25-14 | 25-12 |       |       | 75 – 37 | Reporte |
| 20 de febrero | 20:00 | Itambé/Minas       | 3 – 0 | Boca Juniors       | 25-9  | 25-14 | 25-15 |       |       | 75 – 38 | Reporte |
| 21 de febrero | 18:00 | Boca Juniors       | 3 – 0 | Club Olympic       | 25-16 | 25-12 | 25-18 |       |       | 75 – 46 | Reporte |
| 21 de febrero | 20:00 | Dentil/Praia Clube | 3 – 0 | San Lorenzo        | 25-6  | 25-18 | 25-10 |       |       | 75 – 34 | Reporte |
| 22 de febrero | 18:00 | Dentil/Praia Clube | 3 – 0 | Club Olympic       | 25-13 | 25-5  | 25-17 |       |       | 75 – 35 | Reporte |
| 22 de febrero | 20:00 | Itambé/Minas       | 3 – 0 | San Lorenzo        | 25-22 | 25-12 | 25-19 |       |       | 75 – 53 | Reporte |
| 23 de febrero | 15:00 | Boca Juniors       | 0 – 3 | San Lorenzo        | 21-25 | 19-25 | 20-25 |       |       | 60 – 75 | Reporte |
| 23 de febrero | 20:00 | Itambé/Minas       | 3 – 0 | Dentil/Praia Clube | 25-21 | 25-16 | 26-24 |       |       | 76 – 61 | Reporte |

## Posiciones finales
| Pos.              | Equipo             |
| ----------------- | ------------------ |
| Medalla de oro    | Itambé/Minas       |
| Medalla de plata  | Dentil/Praia Clube |
| Medalla de bronce | San Lorenzo        |
| 4.°               | Boca Juniors       |
| 5.°               | Club Olympic       |

|  | Clasificada al Mundial de Clubes de la FIVB de 2019 |

| Campeón Sudamericano de Clubes |
| ------------------------------ |
| Itambé/Minas 2° título         |

## Distinciones individuales
Al culminar la competición la organización del torneo entregó los siguientes premios individuales:
- Jugadora más valiosa (MVP)

 Carol Gattaz (Itambé/Minas)
- Mejor armadora

 Macris Carneiro (Itambé/Minas)
- Mejores atacantes de punta

 Gabriela Guimarães "Gabi" (Itambé/Minas)
 Fernanda Garay (Dentil/Praia Clube)
- Mejores centrales

 Fabiana Claudino (Dentil/Praia Clube)
 Bianca Farriol (San Lorenzo)
- Mejor opuesta

 Bruna Honório (Itambé/Minas)
- Mejor líbero

 Léia Silva (Itambé/Minas)